# Уруцкоев, Леонид Ирбекович
Леонид Ирбекович Уруцкоев (род. 1953, Москва, СССР) — советский и российский физик, специалист в области физики плазмы, радиационной физики, ядерной физики, физики ядерных частиц. Доктор физико-математических наук, профессор. Профессор Московского государственного университета печати. Член-корреспондент общественной академии  РАЕН, директор ГУП РЭКОМ. Имеет ряд патентов на изобретения. Известен теориями магнитного монополя и трансмутации химических элементов, не имеющими научного подтверждения.

## Биография
Родился в 1953 году в Москве. В 1976 году окончил факультет молекулярной и химической физики Московского физико-технического института, в 1979 году — аспирантуру ИАЭ имени И. В. Курчатова.
В 1995 году в Российском научном центре «Курчатовский институт» защитил диссертацию на соискание учёной степени доктора физико-математических наук по теме «Развитие плазменно-физических методов диагностики для применения в условиях аварийных радиационных ситуаций».
Область научных интересов: физика плазмы, радиационная и ядерная физика, физика элементарных частиц. Увлекается геофизикой.
Имеет патент на изобретение «Способ защиты ядерных реакторов и устройство для его осуществления».

## Отзывы и критика
В результате своих исследований получил результаты, которые, по его мнению, могут указывать на открытие магнитного монополя и трансмутацию химических элементов. По словам академика РАН Э. П. Круглякова, специальная комиссия РНЦ Курчатовский институт дала следующее заключение: «В настоящий момент нет оснований говорить о совершении открытия». В рецензии член-корреспондента РАН С. С. Герштейна, поддержаной Учёным Советом Института физики высоких энергий, было указано: «Выводы авторов относительно появления магнитных монополей и трансмутации химических элементов при взрыве фольги совершенно не обоснованы и являются результатом некачественных экспериментов и скороспелых заключений...». Аналогичные выводы были сделаны в ядерно-физическом центре в Арзамасе-16 (ныне Саров), где были проведены контрольные эксперименты.

## Работы
- Уруцкоев Л. И., Филиппов Д. В. Условия β-стабильности ядер нейтральных атомов // Успехи физических наук, декабрь, 2004 год, том 174.
- Смык А. Ф., Уруцкоев Л. И. Великий физик XX века – Луи де Бройль (К выходу «Собрания избранных научных трудов де Бройля» в 4-х томах) // Физическое образование в вузах, Том 15, номер 2, 2009
- Уруцкоев Л. И. Развитие плазменно-физических методов диагностики для применения в условиях аварийных радиационных ситуаций : Дис. ... д-ра физ.-мат. наук в форме науч. докл. : 01.04.08 М., 1995
- Уруцкоев Л. И. В джунглях «трансмутации сознания» …с Эдуардом Кругляковым // НГ-Наука № 4, 18 апреля 2001 г.
- Уруцкоев Л. И., Филиппов Д. В. Изотопная революция в физике. Трансмутация химических элементов в золото станет возможной в ближайшие десять лет // Независимая газета
- Рухадзе А. А., Уруцкоев Л. И. О возможном физическом механизме чернобыльской аварии
- Лошак Ж., Рухадзе А. А., Уруцкоев Л. И., Филиппов Д. В. О возможном физическом механизме Чернобыльской аварии и несостоятельности официального заключения // Физическая мысль России, 2003. №2. с. 9–20
- Рухадзе А. А., Уруцкоев Л. И. Всех наук великий цензор, или много шума из ничего // «Академия тринитаризма», М., Эл № 77-6567, публ.11315, 28.06.2004
- Рухадзе А. А., Уруцкоев Л. И., Филиппов Д. В. О возможном магнитном механизме аварии реактора РБМК-1000 на ЧАЭС // Прикладная физика, 2004, №3, 15–27.
- Рухадзе А. А., Уруцкоев Л. И. Охота на академических ведьм. В российской науке сложилась затхло-религиозная атмосфера // Независимая газета, 25.06.2003
- Уруцкоев Л. И., Ликсонов В. И., Циноев В.Г. Экспериментальное обнаружение "странного" излучения и трансформация химических элементов // Прикладная физика, 2000. №4. с. 83 - 100.
- L.I. Urutskoev. Review of experimental results on low-energy transformation of nucleus // Ann. Fond. L.de Broglie, 2004. v. 29, Hors Serie 3, p. 1149 - 1164.
- D.V. Filippov, L.I. Urutskoev. On the possibility of nuclear transformation in low-temperature plasma from the viewpoint of conservation laws // Ann. Fond. L.de Broglie, 2004. v. 29, Hors Serie 3, p. 1187 - 1205.
- D.V. Filippov, A.A. Rukhadze, L.I. Urutskoev. Effects of atomic electrons on nuclear stability and radioactive decay // Ann. Fond. L.de Broglie, 2004. v. 29, Hors Serie 3, p. 1207 - 1217.
- Ивойлов Н. Г., Уруцкоев Л. И. Влияние "странного" излучения на Мессбауэровские спектры Fe57 в металлических фольгах // Прикладная физика, 2004. №5. с. 20 - 25.
- N. G. Ivoilov, L. I. Urutskoev. The influence of "strange" radiation on Mossbauer spectrum of Fe57 in metallic foils // Ann. Fond. L.de Broglie, 2004. v. 29, Hors Serie 3, p. 1177 - 1186.
- Рухадзе А.А., Уруцкоев Л.И., Филиппов Д.В. Возможны ли низкоэнергетические ядерные реакции с точки зрения законов сохранения? // Краткие сообщения по физике ФИАН, 2004. №4. с. 39 - 49.
- A. A. Rukhadze, L. I. Urutskoev, D. V. Filippov. On the possibility of low-energy nuclear reactions from the viewpoint of conservation laws // Bulletin of the Lebedev Physics Institute, 2004(4).
- Рухадзе А. А., Уруцкоев Л. И., Филиппов Д. В. О возможном магнитном механизме аварии реактора РБМК-1000 на ЧАЭС // Прикладная физика, 2004. №3. с. 15 - 27.
- Уруцкоев Л. И., Филиппов Д. В. Возможна ли трансформация ядер в низкотемпературной плазме с точки зрения законов сохранения? // Прикладная физика, 2004. №2. с. 30 - 35.
- Рухадзе А. А., Уруцкоев Л. И., Филиппов Д. В. О возможном магнитном механизме уменьшения времени разгона реактора РБМК-1000 на ЧАЭС // Краткие сообщения по физике ФИАН, 2004. №1. с. 5 - 22.
- Волкович А.Г., Говорун А.П., Гуляев А.А., Жуков С.В., Кузнецов В.Л., Рухадзе А.А., Стеблевский А.В., Уруцкоев Л. И. Наблюдение эффектов искажения изотопного соотношения урана и нарушения векового равновесия тория - 234 при электровзрыве // Краткие сообщения по физике ФИАН, 2002. №8. с. 45 - 50.
- Уруцкоев Л. И. О возможном механизме землетрясений // Прикладная физика, 2000. №4. с.55 - 61.
- Уруцкоев Л. И., Герасько В. Н. О возможном механизме Чернобыльской аварии // Атомна енергетика та промисловість України, 2000. №3 - 4. с.66 - 70.
- Уруцкоев Л. И., Ликсонов В. И., Циноев В. Г. Экспериментальное обнаружение "странного" излучения и трансформация химических элементов // Прикладная физика, 2000. №4. с. 83 - 100; Журнал радиоэлектроники, 2000. №3.
- L. I. Urutskoev, V. I. Liksonov, V. G. Tsinoev. Observation of transformation of chemical elements during an electric discharge // Ann. Fond. L.de Broglie, 2002. v. 27, no 4. p. 701 - 726.
- Лошак Ж., Филиппов Д. В. О двух независимых локальных калибровочных инвариантностях уравнения Дирака // Материалы 11-й Российской Конференции по холодной трансмутации ядер химических элементов и шаровой молнии. М.:НИЦ ФТП "Эрзион", 2004. с. 161 - 168.
- Ивойлов Н. Г., Уруцкоев Л. И. Влияние "странного" излучения на Мессбауэровские спектры Fe57 в металлических фольгах // Материалы 11-й Российской Конференции по холодной трансмутации ядер химических элементов и шаровой молнии. М.:НИЦ ФТП "Эрзион", 2004. с. 43 - 53.
- Доровской В. М., Елесин Л. А., Стеблевский А. В., Столяров В. Л., Уруцкоев Л. И., Филиппов Д. В. Исследование продуктов трансформации с помощью электронного микроскопа // Материалы 11-й Российской Конференции по холодной трансмутации ядер химических элементов и шаровой молнии. М.:НИЦ ФТП "Эрзион", 2004. с. 75 - 89.
- Лошак Ж., Уруцкоев Л. И., Филиппов Д. В. Влияние атомных электронов на условия стабильности ядер и процессы радиоактивного распада // Материалы международной конференции "Наука и будущее: идеи, которые изменят мир". М.: Фонд "Наука и будущее", 2004. с. 119 - 121.
- Уруцкоев Л. И., Филиппов Д. В., Гуляев А. А., Клыков Д. Л., Кузнецов В. Л., Столяров В. Л., Стеблевский А. В. Экспериментальная проверка феноменологической модели низкоэнергетической трансформации ядер химических элементов // Материалы 10-й Российской Конференции по холодной трансмутации ядер химических элементов и шаровой молнии. М.:НИЦ ФТП "Эрзион", 2003, с. 76 - 83.
- Филиппов Д. В., Уруцкоев Л. И. Возможна ли алхимия в низкотемпературной плазме с точки зрения законов сохранения? // Материалы 10-й Российской Конференции по холодной трансмутации ядер химических элементов и шаровой молнии. М.:НИЦ ФТП "Эрзион", 2003. с. 84 - 97.